# El olfateador
El Olfateador (en ruso Нюхач) es una serie ucraniana de FILM.UA Television, creada, coescrita y dirigida por Artyom Litvinenko. 

## Argumento
Con un argumento y música muy original la serie presenta a un carismático especialista de olfatometría asociado casi a la fuerza con la policía y que posee un inusual sentido del olfato muy desarrollado y entrenado, casi a nivel cromatográfico, que le permite detectar y distinguir trazas de varias sustancias orgánicas e inorgánicas en el sitio del suceso, y  que utiliza para investigar crímenes en lo que la policía se ve sobrepasada.
Sniffer se asocia con Viktor, un detective de Operaciones Especiales cuya deducción le permite armar escenarios certeros, esta asociación potencia a la policía en sus labores resolviendo casos muy difíciles. Sniffer tiene un hijo adolescente y está separado de su esposa hace un tiempo, en el transcurso de sus labores conoce a la bella (Nina Agoaeva) otorrinolaringóloga Tatiana Alexandra Voskresenskaya.

## Estreno y recepción
La serie se estrenó el 11 de noviembre de 2013 en el canal de televisión ucraniano ICTV, y comenzó a transmitirse en Rusia el 16 de diciembre de 2013 para 1TV. Para 2014, la serie tenía altos índices de audiencia en Ucrania, Rusia, Bielorrusia, Kazajistán, los países bálticos e Israel, e incluso llegó a transmitirse en Francia.
La serie fue renovada para una segunda temporada con ocho nuevos episodios, la cual se estrenó el 5 de octubre de 2015, con la ayuda de Graham Frake, quien había sido director de fotografía de Downton Abbey.
En 2016, Amazon agregó la primera temporada a su línea de Amazon Prime.
Cuando ocurrió el conflicto entre Rusia y Ucrania por los territorios de Crimea, la televisión ucraniana prohibió la emisión de la serie en territorio ruso, lo que provocó varias quejas de los espectadores.
El 10 de octubre de 2018, se anunció oficialmente el rodaje de la cuarta temporada de 8 episodios. Su estreno está programado para Channel One en el otoño de 2019.

## Reparto
| TEMPORADA 1    | TEMPORADA 1         |
| -------------- | ------------------- |
| PERSONAJE      | ACTOR               |
| Sniffer        | Kirill Käro         |
| Víctor         | Iván Oganesyan      |
| Yulia          | María Anikanova     |
| Voskresenskaya | Nina Gogaeva        |
| General        | Nikolai Chindyajkin |
| TEMPORADA 2    |                     |
| PERSONAJE      | ACTOR               |
| Sniffer        | Kirill Kyaro        |
| Victor         | Iván Oganesyan      |
| General        | Nikolai Chindyajkin |
| Yulia          | María Anikanova     |
| Irina          | Agne Grudite        |
| Voskresenskaya | Nina Gogaeva        |